# Європейська рада
Європе́йська ра́да є колегіальним органом, який визначає загальний політичний напрямок і пріоритети Європейського Союзу. Європейська рада є частиною виконавчої влади ЄС, разом з Європейською комісією. Вона складається з глав держав або урядів держав-членів ЄС, президента Європейської ради та президента Європейської комісії. У її засіданнях також бере участь Високий представник Європейського Союзу з питань закордонних справ і політики безпеки.

## Історія створення
Європейська рада започаткована згідно з комюніке, прийнятому в грудні 1974 р. на закритті Паризького саміту; перше засідання її відбулося 10-11 березня 1975 р. в Дубліні. Раніше, від 1961 до 1974 рр., практикувалися європейські конференції на найвищому рівні. Існування Європейської ради було юридично визнане в Єдиному європейському акті, а офіційний статус підтверджено в Договорі про Європейський Союз.
Засідання проводиться щонайменше двічі на 6 місяців; голова Європейської комісії бере участь у засіданнях, як повноправний учасник. Визначає генеральні політичні напрямки для ЄС та спонукає його до подальшого розвитку.
Європейська рада у 2009 році стала однією з офіційних інституцій Європейського Союзу. Крім того, у 2009 році згідно з Ліссабонським договором було запроваджено пост Голови Європейської Ради. Голова ЄР обирається Європейською радою строком на 2,5 роки і може бути переобраний на цю посаду ще один раз.
Перший Голова Європейської ради був обраний 19 листопада 2009 року. Рішення про призначення Германа Ван Ромпея було прийнято одноголосно всіма державами-членами. Обраний на посаду Голови Європейської ради експрем'єр-міністр Бельгії приступив до виконання обов'язків з 1 січня 2010 року. У березні 2012 року Германа Ван Ромпея було переобрано на цю посаду вдруге. 30 серпня 2014 року Головою Європейської ради був обраний Дональд Туск, який вступив на посаду 1 грудня 2014. 2 липня 2019 року головою Європейської ради обрали Шарля Мішеля. Обійняв посаду 1 грудня 2019 року.

## Члени ради
Європейська народна партія (11 + 1 без права голосу від інституції ЄС)
      Партія європейських соціалістів (3 + 1 без права голосу від інституції ЄС)
      Оновити Європу (4)
      Альянс консерваторів та реформістів у Європі (3)
      Незалежні (6)
Члени Європейської ради станом на червень 2025 року:
| Ім'я                | Фото | Фото | Посада                         | Країна     | Партія (національна партія)                                                     |
| Антоніу Кошта       |      |      | Голова Європейської ради       | ЄС         | Партія європейських соціалістів (Соціалістична партія)                          |
| Урсула фон дер Ляєн |      |      | Президент Європейської комісії | ЄС         | Європейська народна партія                                                      |
| Крістіан Штокер     |      |      | Федеральний канцлер Австрії    | Австрія    | Європейська народна партія (Австрійська народна партія)                         |
| Барт де Вевер       |      |      | Прем'єр-міністр Бельгії        | Бельгія    | Оновити Європу (Новий фламандський альянс)                                      |
| Росен Желязков      |      |      | Прем'єр-міністр Болгарії       | Болгарія   | Незалежний                                                                      |
| Кіріакос Міцотакіс  |      |      | Прем'єр-міністр Греції         | Греція     | Європейська народна партія (Нова демократія)                                    |
| Метте Фредеріксен   |      |      | Прем'єр-міністр Данії          | Данія      | Партія європейських соціалістів (Соціал-демократи)                              |
| Крістен Міхал       |      |      | Прем'єр-міністр Естонії        | Естонія    | Оновити Європу (Партія реформ Естонії)                                          |
| Саймон Гарріс       |      |      | Прем'єр-міністр Ірландії       | Ірландія   | Європейська народна партія (Фіне Гел)                                           |
| Педро Санчес        |      |      | Прем'єр-міністр Іспанії        | Іспанія    | Партія європейських соціалістів (Іспанська соціалістична робітнича партія)      |
| Джорджа Мелоні      |      |      | Прем'єр-міністр Італії         | Італія     | Альянс консерваторів та реформістів у Європі (Брати Італії)                     |
| Нікос Христодулідіс |      |      | Президент Кіпру                | Кіпр       | Незалежний                                                                      |
| Евіка Сіліня        |      |      | Прем'єр-міністр Латвії         | Латвія     | Європейська народна партія (Єдність)                                            |
| Ґітанас Науседа     |      |      | Президент Литви                | Литва      | Незалежний                                                                      |
| Люк Фріден          |      |      | Прем'єр-міністр Люксембургу    | Люксембург | Європейська народна партія (Християнсько-соціальна народна партія)              |
| Роберт Абела        |      |      | Прем'єр-міністр Мальти         | Мальта     | Партія європейських соціалістів (Лейбористська партія)                          |
| Дік Схоф            |      |      | Прем'єр-міністр Нідерландів    | Нідерланди | Незалежний                                                                      |
| Фрідріх Мерц        |      |      | Федеральний канцлер Німеччини  | Німеччина  | Партія європейських соціалістів (Соціал-демократична партія Німеччини)          |
| Дональд Туск        |      |      | Прем'єр-міністр Польщі         | Польща     | Європейська народна партія (Громадянська платформа)                             |
| Луїш Монтенегру     |      |      | Прем'єр-міністр Португалії     | Португалія | Європейська народна партія (Соціал-демократична партія)                         |
| Клаус Йоганніс      |      |      | Президент Румунії              | Румунія    | Європейська народна партія                                                      |
| Роберт Фіцо         |      |      | Прем'єр-міністр Словаччини     | Словаччина | Незалежний (Смер)                                                               |
| Роберт Голоб        |      |      | Прем'єр-міністр Словенії       | Словенія   | Оновити Європу (Рух «Свобода»)                                                  |
| Віктор Орбан        |      |      | Прем'єр-міністр Угорщини       | Угорщина   | Незалежний (Фідес — Угорський громадянський союз)                               |
| Петтері Орпо        |      |      | Прем'єр-міністр Фінляндії      | Фінляндія  | Європейська народна партія (Національна коаліція)                               |
| Емманюель Макрон    |      |      | Президент Франції              | Франція    | Оновити Європу (Відродження)                                                    |
| Андрей Пленкович    |      |      | Прем'єр-міністр Хорватії       | Хорватія   | Європейська народна партія (Хорватська демократична співдружність)              |
| Петр Фіала          |      |      | Прем'єр-міністр Чехії          | Чехія      | Альянс консерваторів та реформістів у Європі (Громадянська демократична партія) |
| Ульф Крістерссон    |      |      | Прем'єр-міністр Швеції         | Швеція     | Європейська народна партія (Помірна коаліційна партія)                          |